# Rusklidtjärn (naturreservat)
Rusklidtjärn är ett naturreservat i Lycksele kommun i Västerbottens län.
Området är naturskyddat sedan 1997 och är 23 hektar stort. Reservatet ligger sydost om Rusklidtjärnen och består främst av brandpräglad tallskog.